# Stefano Salvini
Stefano Camilo Salvini Pinamonti (Lima, 9 de junio de 1992) es un actor peruano, reconocido principalmente por haber protagonizado en obras teatrales y el rol estelar de Vasco Bustamante y Aliaga en la teleserie peruana Los Vílchez.

## Primeros años
Nacido en la capital Lima el 9 de junio de 1992, es proveniente de una familia de clase media alta.[cita requerida]Estudió en el Colegio Isabel Flores de Oliva, ubicado en el distrito de San Isidro.

## Trayectoria
Al terminar el colegio, Salvini recibió clases de actuación en la Academia Diez Talentos de la mano del experimentado actor Bruno Odar y comenzaría una carrera actoral como extra en obras de teatro locales. 
En el año 2012 debutó en la televisión como extra en la telenovela Corazón de fuego, en el papel de David Castro. Años después, asume el rol protagónico de la versión peruana de la serie Pulseras rojas, al interpretar a Jairo «el Líder» en 2015. Coprotagoniza la película A los 40 como Mariano, compartiendo escena con los actores cómicos Carlos Carlín, Wendy Ramos, Carlos Alcántara y su expareja sentimental Johanna San Miguel.
Asumió el protagónico de la telenovela Amor de madre en el papel del artista circense Ángel Hidalgo, quién sería el hijo perdido de Clara Porras (interpretada por la actriz y exmodelo Pierina Carcelén) en 2015. Por otro lado en el cine, participó en la película musical Locos de amor 2 como Lucas en 2016 y protagonizó en el film de suspenso Rapto interpretando a Sebastián Freyre en 2019.
Fue incluido en los proyectos teatrales La triste historia de la cándida Eréndida y su abuela desalmada, basado en la obra homónima escrita por el colombiano Gabriel García Márquez, y Después de la lluvia.[cita requerida] Seguidamente, Salvini protagoniza con Luis Baca la obra de teatro Los hermanos y el duende zafir al año siguiente. Interpretó a Sebastián, un joven apasionado por la música rock en el montaje peruano Rockstars y compartió el rol al lado de otros actores como Andrés Salas y Jely Reátegui.
En el año 2019 comenzó una etapa de colaboraciones con la productora ProTV, siendo incluido al elenco de la serie cómica peruana Los Vílchez en el papel de Vasco Bustamante y Aliaga por dos temporadas consecutivas.[cita requerida] Además, participó en la telenovela Princesas como Aarón Ortiz de Guzmán «la Bestia», que tras debido al éxito de la trama, interpretó con el mismo rol en la secuela peruana Brujas.[cita requerida] Además, coprotagoniza la obra Ifigenia de la dirección de Jorge Chiarella, interpretando a Orestes en el recinto Teatro Ricardo Blume y protagoniza la serie web peruana Voices como Thiago Brown, la cual también codirigió al lado de Mauricio Irigoyen (quién sería en 2023, guionista del programa cómico Jirón del humor) y obtendría la nominación de la categoría «Mejor interpretación» por parte del concurso Lima Web Fest 2022, resultando finalmente como ganador.
Durante la pandemia de COVID-19, asume de nuevo el protagónico de la obra virtual No soy yo, eres tú al lado de su entonces pareja sentimental, la actriz Alessa Wichtel. En plenas celebraciones de aniversario de Diez Talentos, Salvini protagonizó la adaptación del clásico literario Hamlet titulado bajo el nombre de Hamlet y Hamlet, ser o no ser... hijo donde interpretó al personaje homónimo en el año 2023.

## Filmografía

### Televisión
- Corazón de fuego (2012) como David Castro Cienfuegos (rol principal).[cita requerida]
- Conversando con la luna (2012)
- Solamente milagros (2013)
- Pulseras rojas (2015) como Jairo «El Líder» (protagónico).
- Amor de madre (2015) como Hugo Osorio / Ángel Hidalgo (protagónico).[8][20]
- Mis tres Marías (2016) como Facundo Rodríguez Ramos (coprotagónico).
- Solo una madre (2017) como Dante Castillo (rol principal).[21]
- Mujercitas (2017) como Carlos Josué Castillo / «CJ» (antagonista reformado).
- Los Vílchez (2019-2020) como Vasco Bustamante y Aliaga (rol principal).
- Princesas (2020-2021) como Aarón Ortiz de Guzmán / «La Bestia» (rol principal).
- Voices (2021) como Thiago Browm (protagónico).[15]
- Luz de esperanza (2023-2024) como Dr. Benito Orbegoso (coprotagónico).
- La rosa de Guadalupe Perú (2025) como Miguel (Episodio: Vuelta en U).

### Cine
- A los 40 (2014) como Mariano (coprotagónico).
- Rapto (2019) como Sebastián Freyre (protagónico).
- Asu mare 2 (2015)
- Locos de amor 2 (2018) como Lucas (rol principal).
- Lima 13 (2012)
- Bajo la lluvia (2013)
- Rosa mística (2019) como Hernán Flores (rol principal).
- Sebastiana, la maldición (2019) como Carlos (rol principal).

### Teatro
- La triste historia de la cándida Eréndida (2014)
- Momo (2012)
- Botella borracha (2011)
- Libertinos (2013)
- Después de la lluvia (2014)
- Los hermanos y el duende zafir (2015) como Omar (protagónico).[11]
- Rockstars (2015) como Sebastián (protagónico).
- Dramatis personae (2017)[22]
- Ifigenia (2018) como Orestes (coprotagónico).[14]
- No soy yo, eres tú (2020) como Javier (protagónico).[17]
- Obras cortas (2020)[23]
- Hamlet y Hamlet, ser o no ser... hijo (2023) como Hamlet (protagónico).[19]

## Premios y nominaciones
| Año  | Premios       | Categoría    | Subcategoría           | Trabajo | Resultado | Ref.   |
| ---- | ------------- | ------------ | ---------------------- | ------- | --------- | ------ |
| 2022 | Lima Web Fest | Nacional '22 | «Mejor interpretación» | Voices  | Ganador   | [ 24 ] |